# Bir Hakeim (Líbia)
Bir Hakeim (àrab: بئر حكيم, Biʾr Ḥakīm, ‘el Pou del Savi’), de vegades escrit Bir Hacheim, és el lloc d'un antic fort otomà al desert de Líbia. El fort es va construir al voltant d'un antic pou, que data del període en què l'oasi formava part de la Tripolitània romana. Es troba a uns 160 km a l'oest de Sollum a la costa líbia i 80 km al sud-est de Gazala.
L'oasi es troba a la cruïlla de dues vies de caravanes, marcades per dues modestes protuberàncies al sòl, sobrenomenades «les Mamelles» (186 m d'altitud), al nord, i per algunes ruïnes d'un fort sanussí al sud. Partint d'una línia traçada entre aquests dos punts, el terreny baixa lleugerament en direcció nord-oest. La carretera que va de Tobruk a Agedabia passa a pocs quilòmetres de l'oasi.
Bir Hakeim és conegut sobretot per la batalla de Bir Hakeim, que hi va tenir lloc durant la Segona Guerra Mundial. Actualment és deshabitat.
La batalla es va produir durant la batalla de Gazala (26 de maig - 21 de juny de 1942) quan la 1a Brigada Francesa Lliure del General de brigada, el futur Mariscal de França Marie-Pierre Kœnig va defensar el lloc del 26 de maig a l'11 de juny contra forces alemanys i italianes, superiors en nombre comandades pel Generaloberst Erwin Rommel.